# Run It Back
Run It Back è un singolo del rapper statunitense Craig Xen, in collaborazione con XXXTentacion, pubblicato l'11 giugno 2019 dalla Empire Distribution e Cruel World, come secondo estratto dell'EP Broken Kids Club.  

## Antefatti
Nel novembre 2017, il rapper XXXTentacion pubblica su Snapchat lo snippet di un brano intitolato Run It Back!, composto insieme a Gordwin e prodotto da DJ Patt e Stain. Il 4 gennaio, Gordwin rivela che il brano farà parte del suo album di debutto I Wish Heaven Had Visiting Hours, in seguito convertito in extended play e ribattezzato Broken Kids Club. Il 23 gennaio 2019, durante la prima tappa del tour Members Only V.S. The World Tour del collettivo Members Only a Santa Ana, California, Gordwin esegue la canzone nella sua interezza. Secondo Gordwin, il brano "è stato registrato durante l'ultimo periodo del vecchio X quando ancora aveva i capelli metà biondi".
Il singolo è stato pubblicato ufficialmente il 12 giugno.

## Promozione
Il 30 luglio 2019, Craig Xen pubblica il video musicale di Run It Back sul canale Youtube di XXXTentacion. Il video prevede la collaborazione di TankHead666, il quale, assieme a Xen, eseguono una rapina a mano armata per poi rubare una borsa piena di denaro e correre in auto fino al punto di ricongiungimento. Verso la fine del video, un "vecchio" Xen si siede di fronte al mausoleo di Onfroy per raccontare le varie storie di rapine passate (con il coinvolgimento del fratellino Aiden) ad un gruppo di bambini. Il video è stato diretto da JMP.

## Tracce
1. Run It Back – 2:06 (testo: Craig Gordwin, Jahseh Onfroy, TankHead666 – musica: DJ Patt, Stain)

## Formazione
Musicisti
- Craig Xen - voce, testi
- XXXTentacion - voce, testi
- TankHead666 - voce, testi

Produzione
- DJ Patt  - produzione
- Stain - produzione